# Puyallup (Washington)
Puyallup es una ciudad ubicada en el condado de Pierce en el estado estadounidense de Washington. En el año 2000 tenía una población de 37.743 habitantes y una densidad poblacional de 1.049,9 personas por km².

## Geografía
Puyallup se encuentra ubicada en las coordenadas 47°10′33″N 122°17′37″O / 47.17583, -122.29361.

## Demografía
Según la Oficina del Censo en 2000 los ingresos medios por hogar en la localidad eran de $47.269, y los ingresos medios por familia eran $57.322. Los hombres tenían unos ingresos medios de $43.562 frente a los $27.281 para las mujeres. La renta per cápita para la localidad era de $22.401. Alrededor del 6,7% de la población estaban por debajo del umbral de pobreza.